# 奥田直純
奥田 直純（おくだ なおずみ）は戦国時代の武将。身の丈7尺という伝説がある。

## 概要
美濃国茜部に500貫文の地を領し、斎藤義龍に仕えた。義龍が父道三と戦った際、怪力無双を謳われた道家孫次郎と戦いその首を討ち取った。これにより世人は直純を悪七郎五郎と呼んだという。義龍の死後は織田信長に仕えた。元亀2年（1571年）に49歳で死去した。
息子の三右衛門政次は従兄弟の堀秀政と共に信長に仕え、堀姓を賜り「堀直政」と改め、家名を盛り立てた。